# Cy Twombly
Edwin Parker, Jr., noto come Cy Twombly (Lexington, 25 aprile 1928 – Roma, 5 luglio 2011), è stato un pittore statunitense.
Il soprannome "Cy", dal nome del grande giocatore di baseball Cy Young, è lo stesso di suo padre, che fu lanciatore dei Chicago White Sox.

## Biografia
Dal 1947 al 1949 studia al School of the Museum of Fine Arts di Boston, alla Washington and Lee University e, dal 1950 al 1951, all'Art Students League di New York. Lì conosce Robert Rauschenberg che lo accompagna al Black Mountain College, nei pressi di Asheville, nella Carolina del Nord, dove conosce anche John Cage. Nel 1951 e 1952 è discepolo di Franz Kline, Robert Motherwell e Ben Shahn.
Nel 1951 organizza la sua prima mostra presso la Kootz Gallery di New York. In questo periodo le sue opere subiscono una forte influenza dall'espressionismo in bianco e nero di Franz Kline e dall'immagine di Paul Klee. Nel 1952 riceve un premio dal Virginia Museum of Fine Arts che gli consente di viaggiare in Nord Africa, Spagna, Italia e Francia. Fino al suo ritorno nel 1953, milita nell'esercito come crittologo (decifra e crea codici), e questo lascia una distinta impronta sul suo stile. Dal 1955 al 1959, lavora a New York, dove diviene una figura prominente in un gruppo di artisti che annovera Robert Rauschenberg e Jasper Johns. Trascorse molti anni della sua vita tra Roma, Gaeta e Bassano in Teverina. In questo borgo viterbese acquistò un palazzo rinascimentale appartenuto alla famiglia Altemps per trasformarlo nel suo studio. Nel 2023, per volere dei suoi discendenti, il palazzo è stato restaurato e trasformato in una residenza artistica e in uno spazio espositivo, con la prima mostra incentrata sull'opera del pittore americano Robert Nava.

### Tratti stilistici
Twombly è conosciuto per il suo modo di sfuocare la linea tra disegno e pittura. Molte delle sue opere di pittura più note dei tardi anni cinquanta e primi anni sessanta ricordano i graffiti accumulati in anni sui bagni dei gabinetti, mentre quelle dei tardi anni Sessanta ricordano delle e tracciate in corsivo. A questo punto abbandona la pittura come rappresentazione, citando la linea o macchiando ogni segno con la sua propria storia, come soggetto a sé. Più tardi, molte delle sue pitture e lavori su carta andranno verso il "simbolismo romantico", e i loro titoli potranno essere interpretati visivamente attraverso forme e parole. Spesso cita il poeta Stéphane Mallarmé nei suoi lavori, così come innumerevoli miti e allegorie in opere come Apollo and the Artist, o nella serie di otto disegni consistenti nella sola parola "VIRGIL".

### Mostre ed esposizioni
Nel 1964 viene invitato a esporre il suo lavoro alla Biennale di Venezia. Nel 1968, il Milwaukee Art Center allestisce la prima retrospettiva della sua arte. Nel 1987 viene onorato di retrospettive anche alla Kunsthaus Zürich, al Musée National d'Art Moderne di Parigi nel 1988, e al Museum of Modern Art di New York nel 1994, come anche a Houston, Los Angeles, e Berlino. La Cy Twombly Gallery della Menil Collection a Houston, progettata da Renzo Piano e aperta nel 1995, ospita più di trenta delle pitture, sculture e opere su carta, che datano dal 1953 al 1994. Un'ampia collezione di opere di Twombly è presente nella Pinakothek der Moderne a Monaco di Baviera, che nel 2007 allestisce una mostra di ultime opere di pittura di Twombly, Blooming, a Scattering of Blossoms and Other Things, e nel 2009 inaugura il Brandhorstmuseum, che ospita la più grande collezione di Twombly al mondo dopo quella di Houston. Una sala del museo fu appositamente concepita dallo studio di architettura Sauerbruch Hutton per la Battaglia di Lepanto, un ciclo di dodici tele di dimensioni gigantesche. Inoltre vi sono esposte le opere più recenti, come Il ciclo delle rose.
Nel 2004 un recente lavoro di Twombly, il trittico Three Studies from the Temeraire (1998-1999), venne acquistato dall'Art Gallery of New South Wales di Sydney per 4.5 milioni di dollari australiani.

### Il caso Phaedrus del 2007
Il 19 luglio 2007 la polizia arrestò una trentenne di origine cambogiana, Rindy Sam, per aver vandalizzato uno dei pannelli di un trittico di Twombly, Phaedrus in mostra alla Collection Lambert, un museo di arte contemporanea a Avignone. Il pannello, una tela completamente bianca, era infatti stato baciato, e di conseguenza macchiato di rossetto, dalla Sam.
Condotta dinanzi al tribunale di Avignone, per "volontario danneggiamento di un'opera d'arte", Sam difese il proprio gesto dicendo: «Tutto ciò che ho fatto è un bacio. È un gesto d'amore, quando l'ho abbracciato, non ho riflettuto, pensavo che l'artista avrebbe capito [...] Questo gesto è stato un atto artistico provocato dal potere dell'arte». L'accusa lo definì «una specie di cannibalismo, o parassitismo», e pur ammettendo come fosse «palesemente non cosciente di ciò che aveva fatto», chiese che fosse condannata a pagare un'ammenda di 4.500 euro e 100 ore di affidamento ai servizi sociali. Il valore dell'opera era all'epoca stimato in due milioni di euro.
Nel novembre 2007, la Sam venne condannata a un risarcimento di 1.000 euro a favore del proprietario dell'opera, Yvon Lambert, di 500 euro per la Collection Lambert e di 1 euro simbolico verso l'autore. Vennero inoltre confermate le 100 ore di affidamento ai servizi sociali.
Nel giugno 2009, la Corte d'appello di Nîmes condannò Rindy Sam a pagare 18.840 euro alla Collection Lambert per le spese di restauro della tela. La condanna definitiva dispose inoltre il versamento di 500 euro a favore di Cy Twombly, di Yvon Lambert e della Collection Lambert a titolo di indennizzo per le spese legali.

### Richieste del fisco italiano per le imposte pagate negli USA
L'artista fu oggetto di verifiche tributarie in Italia in relazione ai suoi ultimi anni di vita, quando la sua presenza in Italia si prolungava anche per alcuni mesi nel corso dell'anno, al fine di godere di un clima più adatto alla sua età ed alla malattia che lo minacciava. Il fisco italiano sostenne che la presenza in Italia dell'artista e di alcuni immobili nella sua disponibilità erano sintomo della presenza di una base fissa utilizzata da Twombly per la realizzazione delle sue opere d'arte. Edwin Parker Twombly, cittadino statunitense e residente ai fini tributari negli Stati Uniti d'America, dichiarava e pagava negli Stati Uniti tutte le imposte sui redditi derivanti dall'attività artistica, come accertato dagli stessi verificatori italiani.
La Guardia di Finanza prima, e L'Agenzia delle Entrate poi, ritennero che, ai sensi della Convenzione per evitare le doppie imposizioni stipulata tra l'Italia e gli Stati Uniti, una parte delle imposte pagate all'erario statunitense avrebbe dovuto essere corrisposta a quello italiano. L'interpretazione del fisco italiano, contestata dai legali dell'artista, produsse uno scontro di interpretazioni legali e tributarie con conseguente richiesta, nei confronti di Cy Twombly, di pagamento di imposte pregresse in Italia per molti milioni di euro.
La questione si risolse nel 2012, dopo il decesso dell'artista, con un accordo di adesione fiscale secondo il quale l'Edwin Parker Twombly Jr. Trust - istituito dallo stesso artista nel 2005 - nelle sue funzioni di esecutore delle volontà di Twombly, accettò di pagare in Italia alcuni milioni di euro d'imposte, ottenendo conferma dal fisco italiano che l'artista aveva assolto tutti i suoi obblighi tributari e che il fisco statunitense riconoscesse a rimborso, in tutto o in parte, le somme versate allo stato italiano per evitare la doppia imposizione di redditi, per i quali la relativa imposta dovuta era già stata versata.
I lavori di Twombly - esposti nelle principali gallerie di arte moderna e contemporanea del mondo - sono arrivati in Italia grazie al gallerista Lucio Amelio, che nel 1965 aprì a Napoli, insieme al gallerista Pasquale Trisorio, la Modern Art Agency.

### Morte

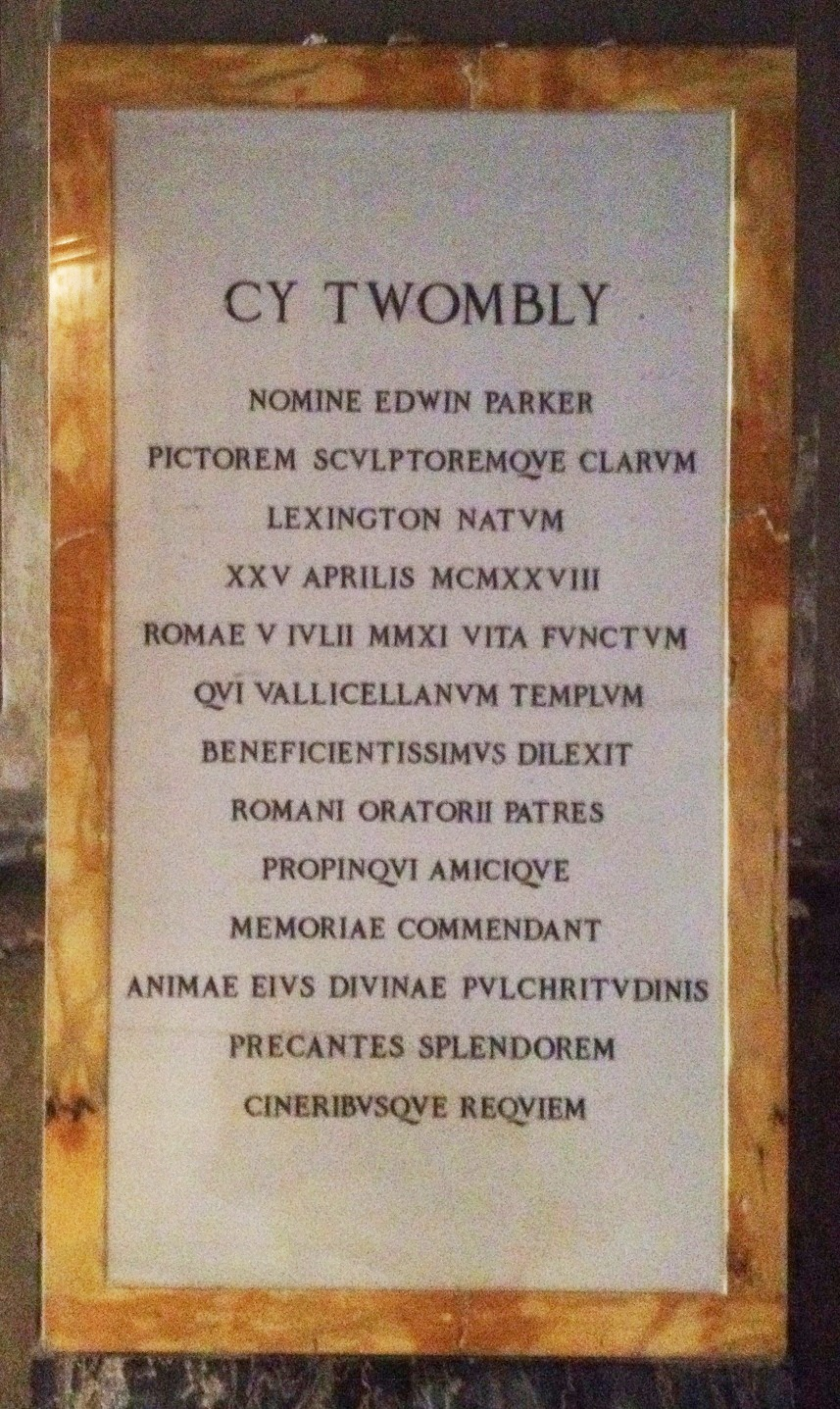
La lapide che lo ricorda nella chiesa romana della Vallicella

Si spense a Roma il 5 luglio del 2011 all'età di 83 anni a seguito di un tumore. Dagli anni cinquanta viveva dividendosi tra Roma e Gaeta. Le sue ceneri riposano nella chiesa di Santa Maria in Valicella a Roma.